# 増粘剤
増粘剤（ぞうねんざい）または粘稠剤（ねんちゅうざい）とは、液体の粘性を高めるために混入する添加物の総称である。

## 概説
増粘剤は、粘度を高め、またゾル・ゲルの安定性を良くする（分離を防止する）ために食品、化粧品、医薬品、その他の工業製品に広く用いられている。食品に添加されているものは増粘安定剤とも呼ばれている。ゲル化のために液体に添加するものもあり、この場合はゲル化剤と呼ばれる。
食品に添加されるものには、動物性のもの（ゼラチン等）と植物性のもの（多糖類やセルロースの化学的誘導体等）とがあり、ハムの肉などの結着剤として使用されることもある。
医薬品では、有効成分が所望する場所に留まり易くしたり、成分の連続性を維持したり、液体中に固体粒子を均等に分布させるためなどに添加される。例えば、目薬で目の表面に薬剤が留まり易くするために添加される。また嚥下力が衰えた人の食事用に液体に添加する「とろみ剤」がある。
建築分野ではコンクリートに増粘剤（分離低減剤）を添加して作った軽量コンクリートがある。
兵器分野では、ガソリンに増粘剤で粘性を持たせたものをナパームと呼ぶ。また含水爆薬で成分の連続性を維持するために増粘剤が添加される。